# Tausendjährige Eiche (Schloss Nagel)

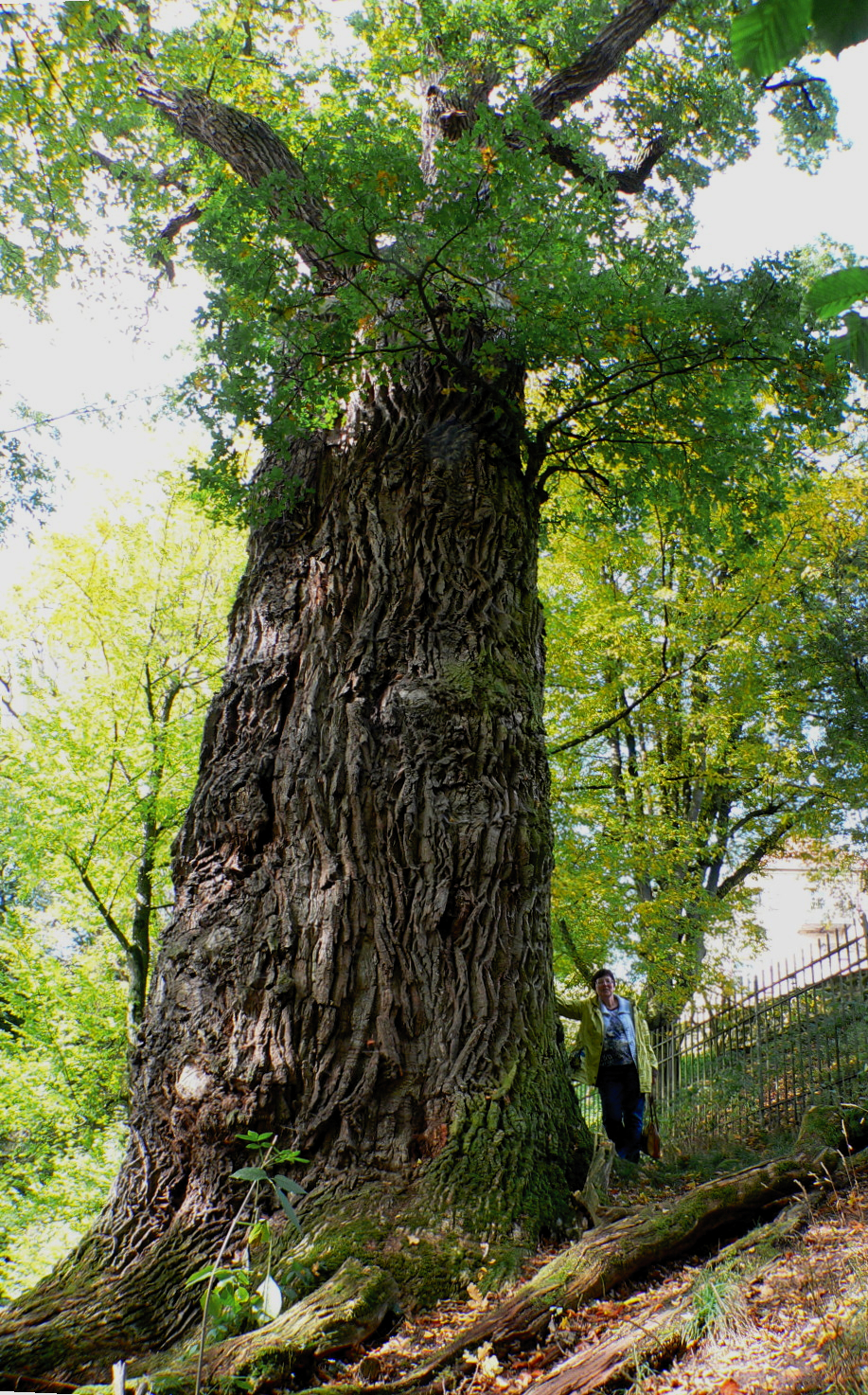
1000-jährige Eiche in Küps-Nagel

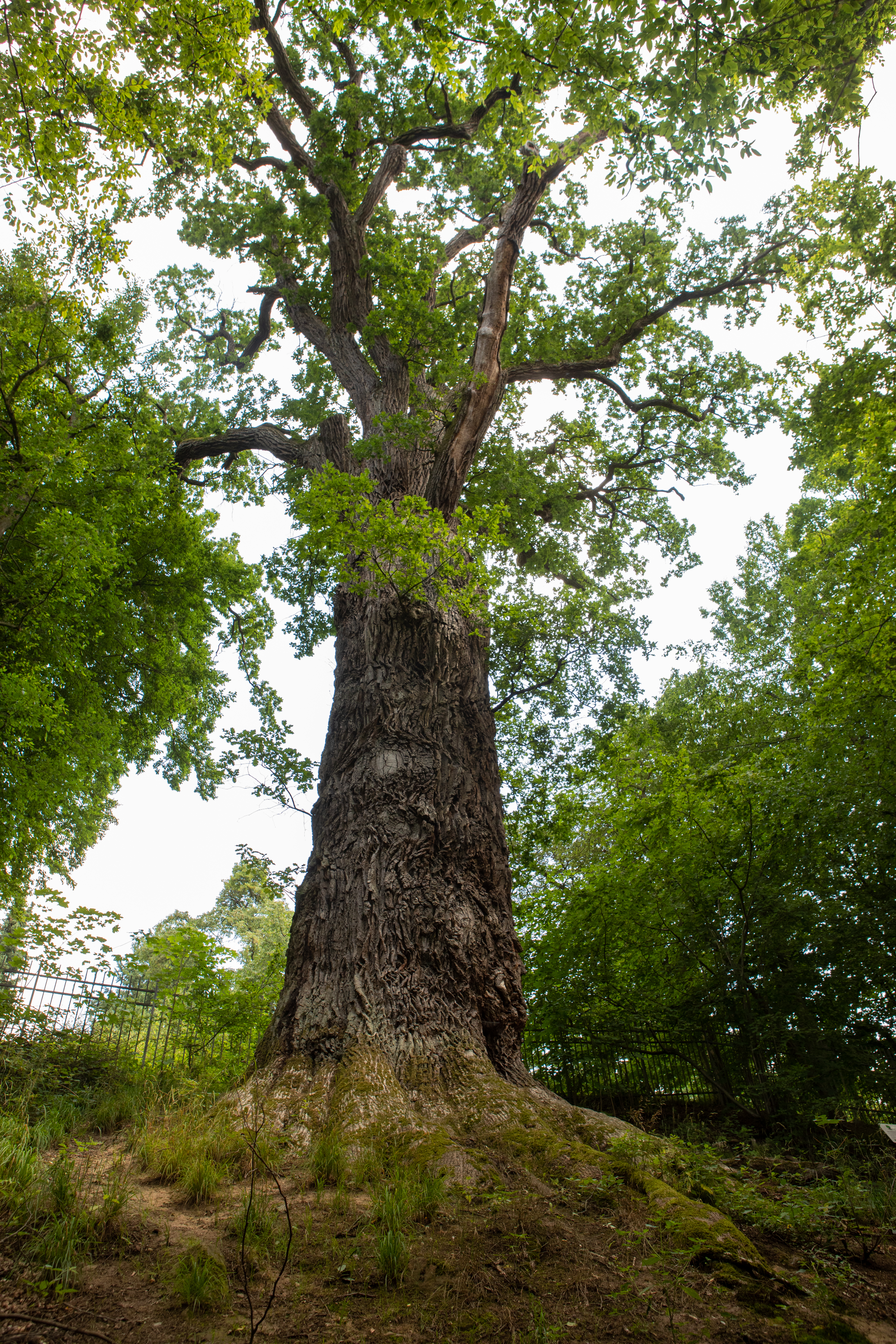
Die Eiche im Juli 2021

Die Tausendjährige Eiche ist ein Naturdenkmal im Markt Küps in Oberfranken. Die Stieleiche steht am Außenzaun des Schlosses Alte Kemenate im Gemeindeteil Nagel an einem Steilhang. Das Wasserschloss wurde Anfang des 15. Jahrhunderts erbaut.

## Geschichte
Sie ist seit 1936 nach dem Reichsnaturschutzgesetz (RNG) per Verordnung als Naturdenkmal ausgewiesen. Bei dem Standort der Eiche soll es sich um einen alten germanischen Thingplatz handeln. Ursprünglich sollen dort vier Eichen gestanden haben, die nach den vier Himmelsrichtungen ausgerichtet waren und den gleichen Abstand voneinander hatten. In der Nähe führt eine alte Handels- und Heerstraße vorbei, was diese Annahme unterstützt, da sich die Thingplätze meistens in der Nähe von belebten Handelsstraßen befanden. Die Straße verband Berlin mit München und entsprach in diesem Abschnitt der heutigen Bundesstraße 173.
In der Eiche befinden sich noch Bleikugeln und Bolzen aus dem Dreißigjährigen Krieg. Der schwedische Reitergeneral Lennart Torstensson belagerte mehrere Monate erfolglos das Schloss. Dabei wurde das Schloss beschossen und auch die Eiche getroffen.
Im März 2020 wurde die Eiche als vierter Baum in die Liste der Nationalerbe-Bäume aufgenommen.

## Beschreibung
Die Borke der Eiche steht bis zu zehn Zentimeter brettartig hervor. Die tiefen Rillen in der Rinde ziehen sich bis zur Spitze der Krone hoch. Dies deutet auf ein hohes Alter hin. Die Eiche hat ausgeprägte Wurzeln, die am Steilhang weit vom Baum wegführen. Die Eiche hat einen schönen, langen, geraden Stamm, der etwa 15 Meter unverzweigt hochreicht. Die hoch angesetzte Krone ist etwa 27 Meter hoch und hat einen Durchmesser von etwa 25 Metern. Die Holzmasse der Eiche wird auf 80 Ster geschätzt, womit sie zu den massereichsten Eichen in Europa zählt.
1989 hatte der Stamm in einem Meter Höhe einen Umfang von 9,30 Metern, im Jahre 2001 an der Stelle seines geringsten Durchmessers einen Umfang von 9,01 Metern und im Jahre 2000 betrug der Umfang in einem Meter Höhe 9,53 Meter. In Bodennähe hat die Eiche einen Umfang von zwölf Metern. Im Jahr 1999 hatte der Stamm auf 1,3 Metern, der Höhe des sogenannten Brusthöhendurchmessers (BHD), einen Umfang von 9,10 Metern. Die Eiche zählt damit zu den stärksten in Deutschland. Ihr Alter wird in der Literatur unterschiedlich angegeben, teilweise mit 1000 Jahren, was zu hoch erscheint; in der neuesten Literatur werden 450 bis 600 Jahre genannt.